# محمودآباد، صالحان
محمودآباد، صالحان روستایی در دهستان صالحان، بخش مرکزی شهرستان خمین در استان مرکزی است.
جمعیت این روستا در سال ۱۳۸۵، ۲۷ نفر بوده است.